# Alice de Toeni
Alice de Toeni, condesa de Warwick (h. 1284 – antes del 8 de enero de 1325), fue una rica heredera inglesa y la segunda esposa de Guy de Beauchamp, X conde de Warwick, un noble inglés que vivió durante el reinado de los reyes Eduardo I y Eduardo II, y que fue uno de los oponentes principales de Piers Gaveston, favorito de Eduardo II. Alice se casó tres veces; Guy fue su segundo marido.

## Familia y ascendencia
Alice de Toeni (o de Tosny) nació alrededor de 1284 en Flamsted (Hertfordshire), y fue la única hija de Ralph VII de Toeni, lord Toeni de Flamsted (1255–1295), y de Mary, la esposa escocesa de Ralph. Los abuelos paternos de Alice fueron Roger V de Toeni y Alice de Bohun, que fue hija de Humphrey de Bohun, II conde de Hereford, y Maud de Lusignan. Alice tuvo un hermano mayor, Robert de Toeni, lord Toeni de Flamsted (4 de abril de 1276 – 1309), que se casó con Maud, la hija de Malise III, conde de Strathearn, pero murió sin descendencia en 1309. Al fallecer su hermano, Alice pasó a ser su heredera. Entre las propiedades heredadas había señoríos de Essex, Worcestershire, Wiltshire, Hertfordshire, Cambridgeshire y las Marcas Galesas.

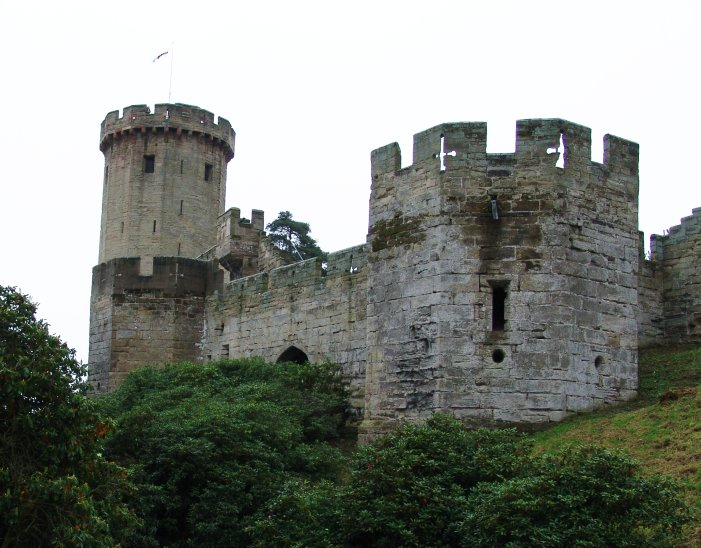
El castillo de Warwick, la residencia principal de Guy de Beauchamp y Alice de Toeni

## Matrimonios y descendencia
En 1300, cuando Alice tenía dieciséis años, se casó con su primer marido, sir Thomas Leybourne (m. mayo de 1307), hijo de sir William Leybourne). La pareja tuvo una hija:
1. Juliana de Leybourne (1303/1304 – 30 de octubre/2 de noviembre de 1367). Se casó tres veces: (1) John, lord Hastings, del que tuvo descendencia; (2) Thomas le Blount; y (3) William Clinton.

El 28 de febrero de 1309, menos de dos años después de morir su primer marido, Alice se casó con Guy de Beauchamp, X conde de Warwick, el único hijo de William de Beauchamp, IX conde de Warwick, y Maud FitzJohn.
Guy había estado casado antes con Isabel de Clare, la hija de Gilbert de Clare, VII conde de Gloucester, y Alice de Lusignan; pero el matrimonio, que no había tenido hijos, quedó anulado. Guy ya se había hecho un nombre en las guerras de independencia de Escocia, y era uno de los lores ordenantes, que buscaban limitar los poderes del rey. Guy de Beauchamp era uno de los adversarios principales de Piers Gaveston, el favorito del rey Eduardo, que solía referirse a Guy como The Mad Hound («El perro loco»), debido a la costumbre del conde de echar espuma por la boca cuando se enfadaba. En 1312, Guy capturó a Gaveston y lo condujo hasta su residencia principal, el castillo de Warwick, donde estuvo prisionero y murió asesinado.
Alice y Guy tuvieron dos hijos y dos hijas:
1. Maud de Beauchamp (m. 1366); se casó con Geoffrey de Say, II lord Say, del que tuvo descendencia.
2. Thomas de Beauchamp, XI conde de Warwick (14 de febrero de 1314 – 13 de noviembre de 1369); se casó con Katherine Mortimer, de la que tuvo quince hijos.
3. John de Beauchamp, lord Beauchamp KG (1315 – 2 de diciembre de 1360); llevó el estandarte real en la batalla de Crécy.
4. Elizabeth de Beauchamp (1316–1359); se casó en 1328 con Thomas Astley, III lord Astley, del que tuvo dos hijos: William Astley, IV lord Astley, y sir Thomas Astley, antepasado de los Astley de Patshull y de Everley.

Tras la repentina muerte de Guy en el castillo de Warwick el 12 de agosto de 1315, que, según los rumores, se debió a un envenenamiento, Alice se casó con su tercer marido, William la Zouche, I lord Zouche de Mortimer, en octubre de 1316. Tuvieron un hijo y una hija:
1. Alan la Zouche (antes del 15 de noviembre de 1317 – 12 de noviembre de 1346), II lord Zouche de Mortimer.
2. Joyce la Zouche (h. 1318/1320–1372); se casó con John Botetourt, II barón Botetourt.

## Fallecimiento
Alice de Toeni murió el 1 de enero de 1324 o 1325. Las tierras y propiedades de Toeni pasaron a su primogénito, Thomas de Beauchamp, XI conde de Warwick. Su viudo, lord Zouche, secuestró a Eleanor de Clare, la viuda de Hugh le Despenser el Joven, y se casó con ella. Lord Zouch había sido uno de los captores de le Despenser y había dirigido el asedio del castillo de Caerphilly.